# Germaine Degueldre
Germaine Maria Degueldre-Degueldre (Binche, 26 september 1900 – Waudrez, 11 mei 2012) was met haar 111 jaar, sinds het overlijden van de eveneens 111-jarige Adrienne Ledent op 23 juni 2011, de oudste mens van België, en dit gedurende een klein jaar. Degueldre was de zesde Belg ooit die de leeftijd van 111 jaar bereikte en de laatste levende Belg die nog in de 19e eeuw geboren werd.
Germaine overleed plots en onverwacht in de morgen van 11 mei. Zo verkeerde ze nog tot haar laatste dag in goede gezondheid, en nam ze dagelijks deel aan de activiteiten. Om haar geest te trainen speelde Degueldre mee met de Lotto en domino samen met de andere bewoners van het RVT waar ze de laatste jaren van haar leven sleet. Dat laatste deed de hoogbejaarde dame ook nog de dag vóór haar dood. Tevens nam ze zo weinig mogelijk medicijnen in en at ze graag een stukje chocolade. Degueldre had een zeer goed geheugen en af en toe droeg zij nog gedichten voor uit haar kinderjaren, onder andere bij de viering van haar laatste twee verjaardagen.
Degueldre werd in de Waalse gemeente Binche geboren. Sinds 2005 verbleef ze in een rusthuis dat gevestigd is in een bijgebouw van het kasteel van Clerfayt te Waudrez, een deelgemeente van Binche. De doyenne trouwde in 1922 met een achterneef, garagehouder Gaston Degueldre. Samen kregen ze twee kinderen, van wie alleen zoon Max nog in leven is. Degueldre had drie kleinkinderen, acht achterkleinkinderen en één achter-achterkleinkind.